# Achmed Usmanov
Achmed Magomedovitj Usmanov (ryska: Ахмед Магомедович Усманов), född 16 september 1996, är en rysk brottare som tävlar i fristil.

## Karriär
Vid EM 2025 i Bratislava tog Usmanov guld i 79 kg-klassen efter att ha besegrat franske Zelimkhan Khadjiev i finalen.